# Magnolia mexicana
Magnolia mexicana este o specie de plante din genul Magnolia, familia Magnoliaceae, descrisă de Dc.. Conform Catalogue of Life specia Magnolia mexicana nu are subspecii cunoscute.